# Коровье Болото
Коровье Болото — село в Кромском районе Орловской области России. Входит в состав Апальковского сельского поселения.

## История
Коровье, находящееся на территории Кромского уезда Орловского наместничества было нанесено на карту частей Курского, Тульского, Орловского и других наместничеств 1787 года и на карту атласа для юношества 1794 года .
Коровье Болото нанесено ещё на Генеральную карту Орловской губернии (1801 год)  в качестве сельца.
Согласно карте Орловской епархии 1903 года в селе Коровье Болото наличествовали церковь и земская школа.
В 1924 году с упразднением Кромского уезда село вошло в Нижне-Боёвскую волость Орловского уезда.
При административной реформе 1928 года село входит в Сосковский район ЦЧО. В январе 1930 года с ликвидацией района Коровье Болото оказывается в Урицком районе.
В 1934 году с разделом ЦЧО село в составе того же района Курской области. В январе 1935 года село оказывается в составе нового Сосковского района Курской области.
В сентябре 1937 года образовывается Орловская область, в состав которой входит и Сосковский район.
В феврале 1962 года с ликвидацией Сосковского района село в очередной раз оказывается в Урицком районе, точнее Урицком сельском районе (до 1965 года).
В середине 1970-х годов Коровье Болото утратило статус сельсовета, хотя и осталось селом, административно подчинённым Зябловскому сельсовету.
В августе 1985 года Урицкий район был разукрупнён и село Коровье Болото вошло в состав Апальковского сельсовета Кромского района.
С 2004 года - село Апальковского сельского поселения Кромского района.

## География
Село находится в юго-западной части Орловской области, в лесостепной зоне, в пределах центральной части Среднерусской возвышенности, на левом берегу реки Ицки, при автодороге 54К-151, на расстоянии примерно 10 километров (по прямой) к северо-западу от посёлка городского типа Кромы, административного центра района. Абсолютная высота — 169 метров над уровнем моря.

### Климат
Климат умеренно континентальный, умеренно влажный. Среднегодовая температура воздуха — 3,8 °C. Средняя многолетняя температура самого холодного месяца (января) составляет −10 — −8 °C (абсолютный минимум — −39 °C); самого тёплого месяца (июля) — 18 — 19 °C (абсолютный максимум — 38 °C). Безморозный период длится около 145 дней. Среднегодовое количество атмосферных осадков составляет 490—590 мм, из которых большая часть выпадает в тёплый период. Снежный покров держится в течение 126 дней.

### Часовой пояс
Село Коровье Болото, как и вся Орловская область, находится в часовой зоне МСК (московское время). Смещение применяемого времени относительно UTC составляет +3:00.

## Население
| 2002 | 2010 |
| ---- | ---- |
| 98   | ↗121 |

### Национальный состав
Согласно результатам переписи 2002 года, в национальной структуре населения русские составляли 100 % из 98 чел.